# 錫達鎮區 (愛荷華州門羅縣)
錫達鎮區（英語：Cedar Township）是位於美國愛荷華州門羅縣的一個行政鎮區。

## 地方資料
根據2010年美國人口普查的數據，錫達鎮區的面積為92.71平方千米，當中陸地面積為92.71平方千米，而水域面積為0.00平方千米。當地共有人口135人，而人口密度為每平方千米1.46人。